# Macquigny
Macquigny är en kommun i departementet Aisne i regionen Hauts-de-France i norra Frankrike. Kommunen ligger  i kantonen Guise som ligger i arrondissementet Vervins. År 2022 hade Macquigny 356 invånare.

## Befolkningsutveckling
Antalet invånare i kommunen Macquigny
Referens: INSEE